# Педагогічна поема (фільм)
«Педагогічна поема» — український радянський художній фільм-драма, перша екранізація однойменної книги А. С. Макаренка. Фільм вийшов на екрани в 1956 році.

## Сюжет
Дія розгортається в 1920 році. В селі Рокитному під Полтавою створена Перша колонія для безпритульних дітей…

## У ролях
- Володимир Ємельянов — Антон Семенович Макаренко
- Михайло Покотило — Калина Іванович Сердюк
- Олена Лицканович — Катерина Григорівна
- Ніна Крачковська — Лідочка
- Юрій Саранцев — Бурун
- Юліан Панич — Карабанов
- Олександр Суснін — Личак
- Георгій Юматов — Задоров
- Ролан Биков — Перець
- Павло Кадочников — Олексій Максимович Горький

## Знімальна група
- Автори сценарію: Йосип Маневич, Олексій Маслюков
- Консультант: Галина Макаренко
- Постановка: Олексій Маслюков, Мечислава Маєвська
- Головний оператор: Іван Шеккер
- Режисер: А. Бочаров
- Оператор: Валентина Тишковець
- Композитор: Анатолій Свєчніков
- Звукооператор: Ніна Авраменко
- Декорації: Максим Ліпкін
- Художник по костюмах: Галина Нестеровська
- Художник по гриму: Ніна Тихонова
- Текст пісні С. Васильєва
- Редактор: Олександр Перегуда
- Комбіновані зйомки: оператор — Ірина Трегубова, художник — С. Старов
- Оркестр Міністерства культури УРСР, (диригент — Костянтин Симеонов)
- Директор картини: Михайло Ротлейдер